# Gianni Agus
Gianni Agus (eigentlich Giovanni Battista Agus, * 17. August 1917 in Cagliari; † 5. März 1994 in Rom) war ein italienischer Schauspieler.

## Leben
Agus diplomierte in Handelsfachwirt und verfolgte dann seine bereits in seiner sardische Heimat verfolgten Filminteressen professionell am Centro Sperimentale di Cinematografia, das er 1938 mit Abschluss verließ. Im nämlichen Jahr begann er mit der Theaterarbeit mit der Schauspieltruppe von Marisa Merlini und Renato Cialente und debütierte beim Film mit einer Rolle in Carmine Gallones Giuseppe Verdi. Nach dem Zweiten Weltkrieg war er Partner zahlreicher Komödianten wie Totò, Erminio Macario, Renato Rascel und Wanda Osiris in Revuen und Musikkomödien (Al Grande Hotel 1949, Sogno di una notte di questa estate 1950, Gran baraonda 1952) und begann 1949 eine Karriere als Neben- und Charakterdarsteller beim Film. Bis zu seinem Tod war er in zahlreichen Rollen aktiv.
Agus gehörte auch 1954 zu den ersten, die im Fernsehen zu sehen waren; auch hier zumeist in Operetten und Komödien, die für das neue Medium adaptiert wurden. Beim Sanremo-Festival 1958 trat er als Moderator in Erscheinung. Er war seit 1952 mit der österreichischen Soubrette Lilo Weibel verheiratet. Nachrufe bezeichneten Agus als den „perfekten Stichwortgeber“.

## Filmografie (Auswahl)
- 1938: Giuseppe Verdi
- 1961: Zwei in einem Stiefel (Il federale)
- 1974: Herr Oberst haben eine Macke (Il colonnello Buttiglione diventa generale)
- 1990: Matilda